# ホイール・オブ・フォーチュン (テレビ番組)
『ホイール・オブ・フォーチュン』（Wheel of Fortune）は、1975年1月6日からアメリカ合衆国で放送されているクイズ番組である。マーヴ・グリフィンによって制作された。

## 歴史
元々は1975年1月6日からNBCとCBSで昼間のゲーム番組として放送されていたもので、1983年9月19日からマーヴ・グリフィン・エンタープライゼズの制作で番販ネットが開始された。2006年9月放送分からHDでの制作。CBSの人気クイズ番組『ザ・プライス・イズ・ライト』や、同じシンジケートのクイズ番組『ジェパディ!』と並ぶ看板番組となっている。
番組で使用されるパズルボードは、1975年当初から1996年まで「手動回転式」だったが、1997年放送以降は「タッチパネル」へ変更され現在に至っている。これは後述の「トスアップ（2000年代前半より）」「通常ラウンド」「ボーナスラウンド」での出題毎に正解の文字数分のセットで手間がかかっていたことが主な理由である。手動回転式を用いていた頃は、正解の文字数分のパネルをオープンするのに手動の上手間がかかり苦労し、さらに長時間収録の最大の原因であったが、タッチパネル式になった今では交換の苦労もほとんどなく、また収録時間も大幅に減少したため、後先の収録にも影響しなくなった。

## ルール

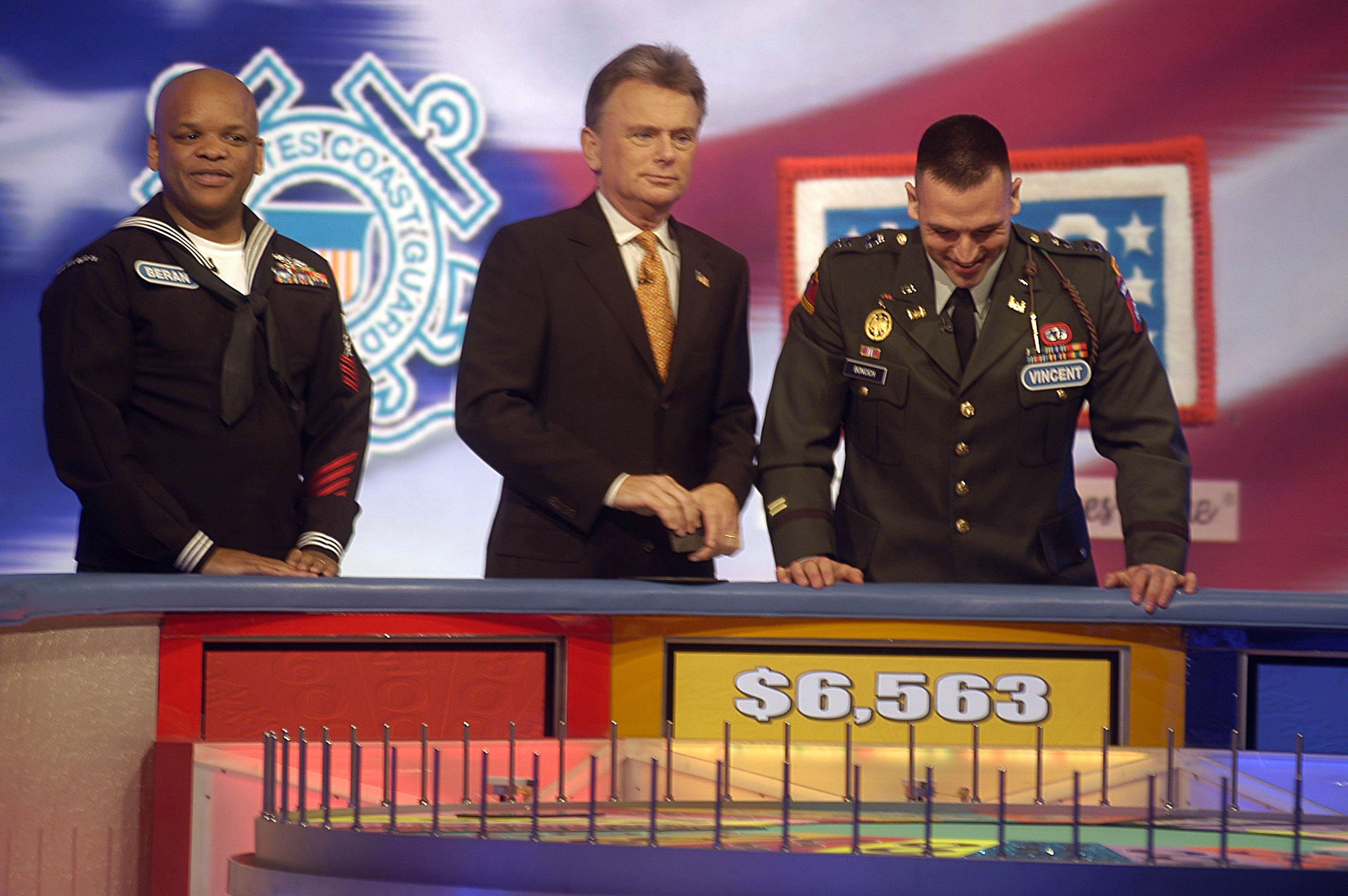
番組の一例（中央が司会のパット・セイジャック、アメリカ軍人が出演したとき）

3人(組)の参加者で行う言葉当てゲーム。パズル・ボードに隠された最大52文字から成る「フレーズ」を、フレーズが属するジャンル（物の名前 (Thing)、行事 (Event)、地名 (Place)、歌詞 (Lyric)、人の行動 (What are you doing?) など多彩。ジャンルはラウンド開始時に提示される）と徐々に明らかになっていく文字を基に推測する。フレーズを明らかにしていく過程で各参加者は「ホイール」と呼ばれるルーレットを回して賞金を獲得し、獲得賞金の多さを競い合う。ハングマンという単語当てゲームがベースとなっている。
ゲームは全3回の「トスアップ」ラウンドと全4回の通常ラウンド、および、それまでの獲得賞金が最も多い参加者1名が進むことができるボーナスラウンドで構成される。

### トスアップ
通常ラウンドを始める前に「トスアップ」ラウンドが2回行われる。「トスアップ」ラウンドでは、パズルボードに文字が1文字ずつ徐々に表示され、隠されたフレーズが何か分かった時点で参加者は早押しボタンを押して回答することができる。もし、フレーズを当てた場合、1回目のトスアップでは$1,000、2回目では$2,000の賞金を獲得できる。2回目のトスアップラウンドが終わると、通常ラウンドの1ラウンドへと移行する。
また、通常ラウンドの4ラウンド目に入る前に3回目の「トスアップ」ラウンドが設けられており、隠されたフレーズを答えることができた参加者は$3,000の賞金を獲得できる。

### 通常ラウンド
通常ラウンドでは3組の参加者が、順繰りにAからZまでの任意の文字（原則として子音字のみ。母音の場合は賞金と引き替え）をコールすることでゲームを進める。コールした文字がフレーズに含まれている場合、その文字だけがオープンされる。オープンされた文字の数に、停止しているホイールの賞金額を乗じたものが、当該プレイヤーが得る仮賞金額となる。これを繰り返し、その「フレーズ」を当てることができた者がそのラウンドで自らが得た賞金・賞品を獲得する。各ラウンドではルールが少しずつ変わっているが、最終ラウンドはそれまでの経過時間により「FINAL SPIN」ルールにより実施されることがある（後述）。
参加者は、番組名にもなっている「ホイール」と呼ばれるルーレットを回して賞金や賞品を獲得していく。しかしルーレットのマスの中には「破産 (BANKRUPT)」や「1回休み (LOSE OF TURN)」、「フリープレイ (FREE PLAY)」、「ジャックポット (JACKPOT)」、「エクスプレス10000 (EXPRESS10000)」、「？$1,000 (mystery wedges)」、「賞金＋特殊マスランダム」（賞金＋1/2CARの場合毎週車種が変わり、単一回答者が1/2CARを二枚獲得したうえでボーナスラウンドに進出すると、ラウンドのホイールに車が当たるプレートが混入される）などの特殊なマスも存在する。破産は特に要注意。エクスプレス10000はその名の通り超高速で推理し正解しないと没収である。
なお、以下の状況に該当した場合は、ホイールを回す権利・及び回答権が次の者へ移行する。
1. BANKRUPTに止めた場合。「?$1,000 (mystery wedges)」をひっくり返してBANKRUPTだったときも同様[注釈 6]。
2. LOSE A TURNに止めた場合[注釈 7]。
3. 文字をコールしたが存在しなかった場合（母音字を「買い」に行って不存在の場合を含む）。
4. 回答したが不正解だった場合。

### FINAL SPIN
第4ラウンドにおいては、それまでの経過時間との関係で「FINAL SPIN」ルールが採用されることがある。
鐘の音とともに開始され、以下の手順により進行する。
特別ラウンドのため、BANKRUPTは発生しない。
1. 司会がホイールを回す。賞金額が書かれていない位置に停止した場合は、再度回す。
2. ここからは、停止した賞金額に$1,000を加えた金額が1文字当たりの賞金額となる[注釈 9]。
3. 順番に従って、プレイヤーは子音字又は母音字をコールする。
4. 存在する場合はオープンされ、文字数に先の額を乗じた仮賞金を得る（ただし母音字をコールした場合は賞金加算がない）。
5. 3秒以内に隠されているフレーズを回答する。
6. コールした文字がない場合、3秒以内に回答しない場合、回答が不正解であった場合は次の回答者のコールに移る。
7. これを正解者が出るまで繰り返す。正解者が自ら積み上げたラウンド賞金・賞品を獲得する。

### ボーナス・ラウンド
通常ラウンド終了後、獲得賞金が最も高い参加者はボーナスラウンドに進むことができる。ボーナスラウンドでは、あらかじめオープンされている6文字 (R,S,T,L,N,E) と参加者が指定する4文字（子音3文字＋母音1文字）を基に隠された「フレーズ」を推理し、当てることが出来ればボーナス賞金（通常の場合、最高$100,000）や自動車などの賞品を獲得できる。ボーナスラウンドの賞金・商品は専用の48ピン小型ホイールで先に挑戦者が自ら回すことによって抽選を行い、全24枚のプレートの中から1枚が選択され、司会者はプレートを開かずにゲームを進行する。挑戦者の成否にかかわらず、プレートの内容はラウンド終了後に公表される。

## 番組での最高獲得賞金額
2008年10月14日の放送で、ボーナスラウンドで$1,000,000を引き当てた女性出場者が、番組開始以来初めてとなる$1,000,000以上の賞金を獲得。通常ラウンドで獲得した賞金を含む$1,026,080（当時の日本円で約1億3,630万円）を獲得した。
その後、2013年5月30日の放送で、ボーナスラウンドで2人目の$1,000,000を引き当てた女性出場者が、$1,030,340を獲得して、最高賞金額を更新した。
なお、この賞金額を得るためには以下の条件を満たす必要があるため、至難である。
1. 通常ラウンド後半で新たに組み込まれる$1,000,000獲得の権利のマス（1/72の確率）を引き当て
2. そのときのコールにより1枚以上のパネルを開けて
3. その問題を正解し
4. かつ通常ラウンドの賞金賞品獲得額トップになり
5. ボーナスラウンドにおいて1/24の確率で混入されている$1,000,000のプレートを引き当て
6. ボーナスラウンドのパズルを正解する

### 最低賞金額
番組の内部規定により、最終ラウンドを終わって獲得賞金が1000ドルに満たないプレイヤーは、残念賞として1000ドルとの差額を進呈され、最終的に賞金1000ドルを持ち帰る。なお、2018年の放送分では、通常ラウンドの正解で獲得賞金が1000ドルに満たない場合、これを1000ドルへ補填しているケースがある。

## 主な賞品
- 自動車
- モーターボート
- キャンピング・カー

2012年現在
- トヨタ・プリウス
- ジープ・チェロキー
- キア・ソウル

他、海外旅行・家庭用品・ホテルディナー券などもある。

## キャスト
- ホスト：パット・セイジャック (1983-2024/8)
ライアン・シークレスト (2024/9-)

パットが長期休暇等で出演できない場合には、他の代役で出演した回もあった。
- アシスタント：ヴァナ・ホワイト（英語版）

パットは2023年6月に「2024年のシーズン41を最後に司会者の座を降りる」と表明し、メディアでも報じられた。

## スタッフ・クレジット
番組の公式サイトから取得。
- エグゼクティブ・プロデューサー：ハリー・フリードマン
- 統括プロデューサー：カレン・グリフィス、スティーヴ・シュワルツ
- 監督：ボブ・シスネロス
- 連絡のプロデューサー：ボブ・ソフィア
- ライン・プロデューサー：ランディ・バーク
- シニア・プロデューサー：アマンダ・スターン
- アソシエート・ディレクター：ブルック・イートン、L・デイヴィッド・アイリート
- プロダクション・デザイナー：レネー・ホス゠ジョンソン
- プロデューサー：ロブ・ローマン、ゲイリー・オブライエン、パトリック・オブライエン
- セグメント・プロデューサー：ステイシー・サプシムソング、トレヴァー·ウォード
- パブリシティやプロモーション・プロデューサー：スージー・ローゼンバーグ
- マーケティングやプロモーション・プロデューサー：リサ・ディー
- マーケティングや広告宣伝プロデューサー：アネット・ディマトス゠シュワルツ
- 出場者のマネージャー：ジャッキー・ラマティス
- 出場者の上級コーディネーター：シャノン・ボビーヨ
- 出場者のコーディネーター：アレクサンドラ・リーヴス
- ステージ・オペレーション・スーパーバイザー：ジューン・カーティス
- リサーチ・スーパーバイザー：ケン・ワイナー
- プロダクション・コーディネーター：エリカ・アグレダーノ、ベス・デマーズ・ズク、スティーヴィー・クローバー
- 賞品調達マネージャー：キャシー・イグナシオ
- シニア・マーケティング・マネージャー：ダーシー・アルトワーグ
- 風光明媚デザイン：ジョディ・ヴァーツラフ
- クリアランスやライセンシングのエグゼクティブ・ディレクター：シェリー・バランス・エリス
- クリアランス・マネージャー：ジョセフ・サマヴィル、ジェニファー・ホーグランド
- ミュージック・スーパーバイザー：ショーン・ササハラ
- シニア・クリアランス・コーディネーター：シャノン・ホワイト・リー
- クリアランス・コーディネーター：ステイシー・オーキ・スクレッズヴィグ
- クリアランス・アシスタント：モニーク・ディアス、マイケル・クラーク
- エグゼクティブ・プロデューサーのアシスタント：イヴェット・サパンザ
- 統括プロデューサーのアシスタント：ジーナ・フリーマン、キャンディス・クラヴィッツ、ジェイソ・ンシールズ
- ライン・プロデューサーのアシスタント：デビー・ウィリアムズ
- アシスタント・プロダクション・コーディネーター：ジェニファー・バーク、スコット・マーコウィッツ
- コミュニケーションズ・ディレクター：クリスタ・オステンセン・オッシュ
- マーケティングやプロモーション監督：デヴィッド・ストラサーン
- マーケティングとプロモーションの上級マネージャー：ジェシカ・ウォン
- 広報とプロモーションの上級コーディネーター：ケイティ・クイックシルバー
- パブリシティ・マネージャー：レスリー・ジェイコブ
- マーケティング・コーディネーター：ローラ・チャーチル
- 特別プロジェクトの監督：スコット・ブレスラー
- 制作スタッフ：クロエ・ブリット、J・P・チズム、ボブ・グッチ、クリスティ・マイヤーズ、スペンサー・ローズ、ティモシー・ウルフ
- シニア・プロダクション・アカウンタント：スティーヴ・シンプソン
- アカウンティング・アシスタント：ジャネット・ヤマダ、マリア・アンヘレス
- 風光明媚デコレーター：ヘザー・リン・ラスニック、ヘザー・デクリスト、ショーン・ページ
- セキュリティ：アル・ミラー・シニア
- 美容師：シンシア・ロモ、ブリタニー・スポールディング
- メイクアップ：シェリー・ウィテカー、サンディ・ライマー、キンバー・イーストウッド
- ワードローブ：キャシー・ニシモト、フィル・ウェイン
- 照明デザイナー：ジェフ・エンゲル
- ガファー：ブライアン・マッケルロイ
- テクニカル・ディレクター：ロバート・エニス・ジュニア
- プロダクション・エンジニア：ロブ・キンペル
- オーディオ・ミキサー：コール・クーンス
- オーディオ：バーバラ・ヘーガン、リック・テラー、ミッチ・トゥルエグ、シャロン・サンチェス
- ビデオ：ゲイリー・タイヨン
- カメラ：ダイアン・ファレル、ランディ・ゴメス、レイ・ゴンザレス、レイ・レイノルズ、ジェフ・シュスター、スティーヴ・シモンズ
- ビデオ・ユーティリティ：ティノ・マルケス、レイ・トンプソン、マイケル・コーウィン
- ビデオテープ演算子：ボブ・ライリー、ディーン・リーバー
- ビデオ・ウォール・テクニシャン：ダン・エリス、キース・マクピーターズ
- ポストプロダクション・スーパーバイザー：ケリー・カルドナ
- ポストプロダクション：ピート・パリーゼ、キース・フェルナンデス、トレイシー・グリン、アンディ・ストローバー、ベス・ベイリー、マーヴィン・ブルース、ジェイソン・カルドナ、ボブ・ラマズニー、アダム・マッキーニー、トム・ホール
- エレクトロニック・グラフィックス：ミシェル・リー・ハンプトン
- ヘッド・エレクトロニクス：ビル・モンク
- エレクトロニクス：チャーリー・モンク
- キー・グリップ：ダグ・ランツ
- ベスト・ボーイ：チャック・ケル、ブラッド・バーグーン
- プロパティ・マスター：ジェフ・シュワルツ
- プロップ：リッキー・マルティネス、ジェームズ・ジオヴァンヌーチ
- デコレーター・ギャング・ボス：ブルース・マイズナー
- 音楽：フランキー・ブルー、ジョン・ホーク
- デジタル・コンテンツ・マネージャー：ケヴィン・ボールズ
- デジタル・コンテンツ・コーディネーター：ローズ・ローマン
- デジタル・コンテンツ研究者：ベン・ジョンソン
- 番組の写真家：キャロル・ケールソン
- 舞台監督：ジョン・ローダーデール
- 配布：CBSテレビジョン・ディストリビューション
- 制作会社：ソニー・ピクチャーズ テレビジョン